# Xã Yankee Springs, Michigan
Xã Yankee Springs (tiếng Anh: Yankee Springs Township) là một xã thuộc quận Barry, tiểu bang Michigan, Hoa Kỳ. Năm 2010, dân số của xã này là 4.065 người.